# Benjamin Bidder
Benjamin Bidder, né en 1981, est un journaliste allemand travaillant pour de Spiegel Online.

## Biographie
Benjamin Bidder naît en 1981. Il fréquente le lycée de Nonnenwerth puis étudie l'économie à Bonn, Mannheim et Saint-Pétersbourg. Parallèlement à ses études, il suit la formation en journalisme à l'Institut pour la Promotion des Jeunes Journalistes (ifp).
Il travaille pour le Märkische Oderzeitung (MOZ) et le Financial Times Deutschland. De 2009 à 2016, il est correspondant russe à Moscou. En 2007, il reçoit le prix commémoratif Peter Boenisch du Petersburger Dialog (de). En 2018, Bidder reçoit le prix Réseau pour l'information sur l'Europe de l'Est du meilleur reportage pour sa contribution « Behinderte in Russland: Sascha führt ein bisschen Krieg » (Handicapés en Russie : Sascha mène une petite guerre),.

## Articles et publications
Les articles de Bidder publiés par Spiegel Online traitent principalement de questions économiques et politiques, ainsi que des relations internationales de la Russie.
Il a publié un livre à ce jour, Generation Putin: Das neue Russland verstehen - Ein SPIEGEL-Buch.